# Hubert Loutsch
Hubert Loutsch (ur. 18 listopada 1878 w Mondercange, zm. 24 października 1946 w Brukseli) – luksemburski polityk. Dziesiąty premier Luksemburga, sprawujący urząd od 6 listopada 1915 roku do 24 lutego 1916 roku.